# بریستول (تنسی)
بریستول، تنسی (به انگلیسی: Bristol, Tennessee) یک شهر در ایالات متحده آمریکا است که در شهرستان سالیوان، تنسی واقع شده‌است.

## خصوصیات
بریستول ۷۶٫۴ کیلومترمربع مساحت و ۲۶٬۶۷۵ نفر جمعیت دارد و ۵۱۱ متر بالاتر از سطح دریا واقع شده‌است.